# Karel Kindl
Karel Kindl (10. října 1881 Kladno – 22. února 1945 koncentrační tábor Dachau) byl místopředseda Československé sociálně demokratické strany dělnické (ČSDSD) a starosta města Kladna.

## Život
Od roku 1900 byl redaktorem kladenské Svobody, časopisu Dělnické listy, později hornického krajského listu Pochodeň.
Pracoval jako krajský důvěrník sociálně demokratické strany, po převratu v roce 1918 jako člen ústředního výkonného výboru, v letech 1924–1933 byl místopředsedou Československé sociálně demokratické strany dělnické. V letech 1919–1938 byl starostou města Kladna. Poté působil jako aktivní účastník protifašistického odboje, v roce 1944 byl zatčen, poté vězněn v Malé pevnosti v Terezíně a v koncentračním táboře Dachau, kde zemřel 22. února 1945.